# Мрак (сериал)
„Мрак“ (на английски: The Gloaming) е австралийски телевизионен сериал за свръхестествен трилър, създаден от Виктория Мадън, чиято премиера в Стан е на 1 януари 2020 г. Действието на сериала се развива и е заснето в Тазмания, а в главните роли са Ема Бут и Юън Лесли. На 9 май 2020 г. е съобщено, че се разработва втори сезон. В България сериалът се излъчва по Фокс Крайм.

## Сюжет
Мрак е историята на неортодоксалната и проблемна полицайка Моли Макгий, която води разследване на убийството на неидентифицирана жена. Макгий трябва да си партнира с Алекс О'Конъл - мъж, с когото не е разговаряла от 20 години. Двамата откриват, че убийството е свързано със студен случай от миналото, политическа корупция и окултни практики.

## Актьорски състав и герои
- Ема Бут - Моли Макгий
- Юен Лесли - Алекс О'Конъл
- Аарон Педерсен - инспектор Люис Гримшоу
- Антъни Фелан - Уилям Фиан
- Никол Шамун - Джасинта Клунс
- Дич Дейви - Тоби Брумхол
- Макс Браун - Оскар Улф
- Жозефин Блазиер - Лили Брумхол
- Матю Тестро - Фреди Хопкинс
- Маркела Кавана - Дейзи Харт
- Зения Стар - Фрея Харис
- Рена Оуен - Грейс Кокран
- Мартин Хендерсън - Гарет Макавейни
- Нейтън Спенсър - Бен О'Конъл

## Епизоди

### Сезон 1 (2020)
| № | # | Заглавие                                             | Режисура      | Сценарий       | Първо излъчване | Първо излъчване в България | Рейтинг (в милиони) |
| --- | - | ---------------------------------------------------- | ------------- | -------------- | --------------- | -------------------------- | ------------------- |
| 01 | 1 | 'Умирането на светлината' ("The Dying of the Light") | Майкъл Раймър | Виктория Мадън | 1 януари 2020   | 30 ноември 2021            | Неизвестно          |
| Когато една жена е намерена брутално убита, откритите на местопрестъплението доказателства свързват убийството с 20-годишно неразкрито престъпление. Детективите и стари познати Моли Макгий и Алекс О'Конъл се събират отново след дълго отсъствие, за да разкрият престъплението.       |   |                                                      |               |                |                 |                            |                     |
| 02 | 2 | 'Черната граматика на Ада' ("Hell's Black Grammar")  | Майкъл Раймър | Виктория Мадън | 1 януари 2020   | 7 декември 2021            | Неизвестно          |
| Съкрушена от смъртта на Дейзи, Моли открива мистериозен символ, който разпалва желанието ѝ да открие Фреди. Алекс прави травмиращо посещение на майката на Джени Макгинти, Айлин. Могъщ заговорник финансира предизборната кампания на съветник в замяна на влиянието му с бизнес сделка. |   |                                                      |               |                |                 |                            |                     |
| 03 | 3 | 'Отливането на костите' ("The Casting of the Bones") | Грег МъкЛен   | Виктория Мадън | 1 януари 2020   | 14 декември 2021           | Неизвестно          |
| Дъщерята на Моли - Лили - участва в рискована онлайн дейност, която Фреди манипулира, за да отмъсти на Моли. Междувременно подозренията на Моли за участието на Фреди в убийството на Дороти Москли се задълбочават.                                                                      |   |                                                      |               |                |                 |                            |                     |
| 04 | 4 | 'Черно крили ангели' ("Black Winged Angels")         | Грег МъкЛен   | Виктория Мадън | 1 януари 2020   | 21 декември 2021           | Неизвестно          |
| Фреди поставя живота на Лили в опасност и Моли трябва да се надпреварва да я спасява, докато Фреди се разплита. Междувременно констебъл Фрея Харис работи по сигнал, че Гарет и съветничката Джасинта Клунс може да са замесени в съмнителни сделки.                                      |   |                                                      |               |                |                 |                            |                     |
| 05 | 5 | 'Под воала' ("Beyond the Veil")                      | Шан Дейвис    | Виктория Мадън | 1 януари 2020   | 28 декември 2021           | Неизвестно          |
| Моли научава за смъртта на Джасинта Клунс и е убедена, че Гарет стои зад инцидента. Интересът на Алекс към библията на осъдения, която е намерил в дома на Дороти Моксли, се задълбочава.                                                                                                 |   |                                                      |               |                |                 |                            |                     |
| 06 | 6 | 'Кучета езичници' ("Heathen Dogs")                   | Шан Дейвис    | Питър МакКена  | 1 януари 2020   | 4 януари 2022              | Неизвестно          |
| Разследването претърпява пробив, когато се установява, че Мариана Гоуди има същото кръвно заболяване като Дороти Моксли. Странна нощ с Гарет кара Алекс да си припомни спомени, които е потискал с години.                                                                                |   |                                                      |               |                |                 |                            |                     |
| 07 | 7 | 'Знакът на вещицата' ("The Mark of the Witch")       | Грег МакЛен   | Виктория Мадън | 1 януари 2020   | 11 януари 2022             | Неизвестно          |
| Кръвните проби, намерени в колата на съветника Джасинта Клунс, разкриват роднинска връзка с Дороти Моксли. Алекс завежда инспектор Люис в дома на Грейс, за да му покаже откритите кости, и научава, че Люис знае повече, отколкото твърди.                                               |   |                                                      |               |                |                 |                            |                     |
| 08 | 8 | 'Нощта на майката' ("The Night of the Mothers")      | Грег МакЛен   | Виктория Мадън | 1 януари 2020   | 18 януари 2022             | Неизвестно          |
| Разследването е в разгара си по време на фестивала в средата на зимата, когато Гарет взема Моли за заложник, а Алекс е заловен от Уилям и Крофтърс. |   |                                                      |               |                |                 |                            |                     |

## „Мрак“ в България
В България сериалът започва на 30 ноември 2021 г. с разписание нов епизод всеки вторник от 22:00 часа, с повторения в сряда от 15:25 и събота от 20:00. Свършва на 18 януари 2022 г. Дублажът е на Андарта Студио. Ролите се озвучават от Петя Абаджиева, Татяна Захова, Момчил Степанов, Мартин Герасков и Станислав Димитров.